# Panaxia persica
Panaxia persica là một loài bướm đêm thuộc phân họ Arctiinae, họ Erebidae.